# مؤسسه فناورانه ورماتا جیجابای

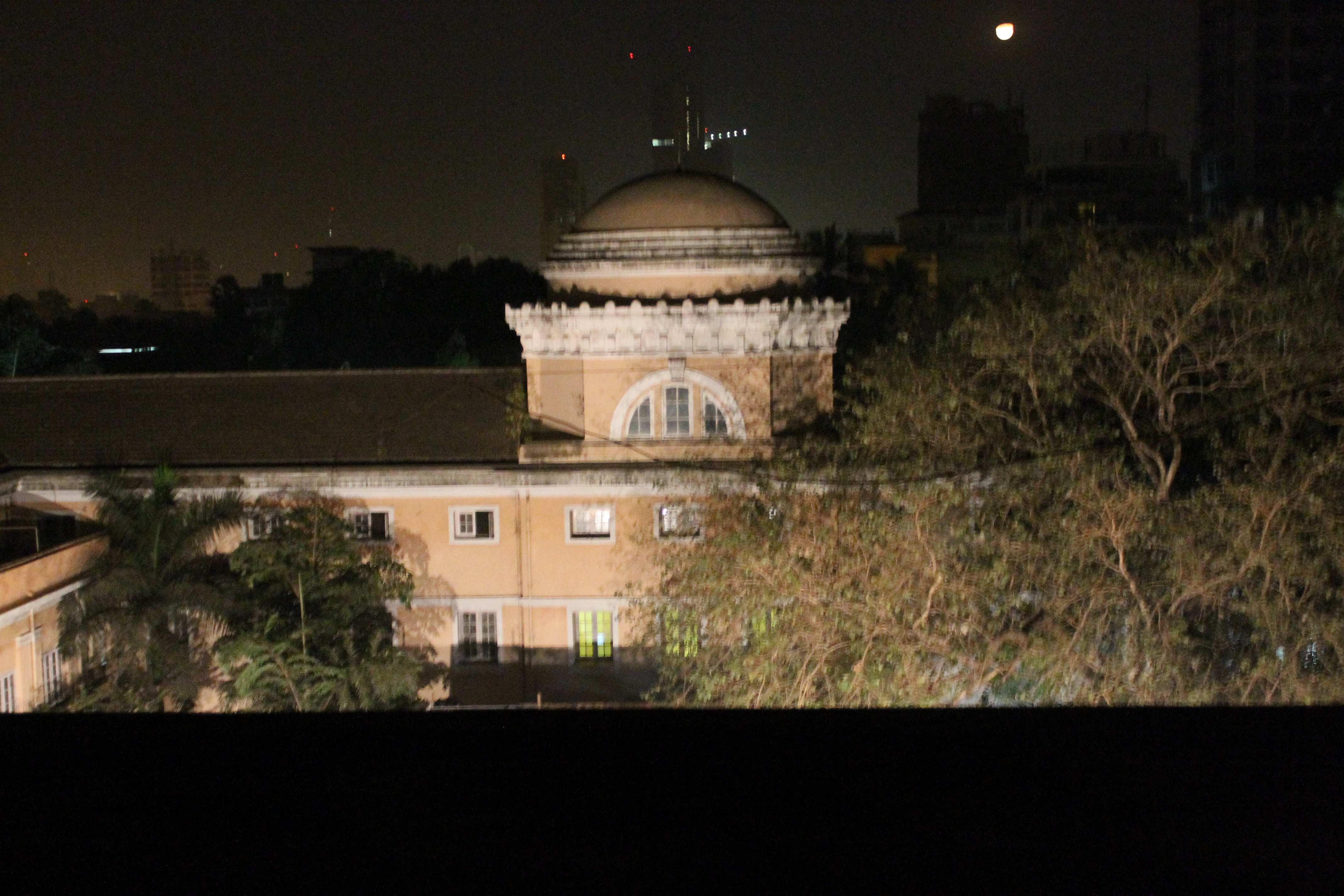
Veermata Jijabai Technological Institute Mumbai

مؤسسه فناورانه ورماتا جیجابای (به انگلیسی: Veermata Jijabai Technological Institute) (VJTI), سابقاً مؤسسه فناورانه ویکتوریا جوبیلی (به انگلیسی: Victoria Jubilee Technical Institute) یکی از مؤسسات منطقه‌ای برتر فنی و مهندسی ست که در بمبئی، ماهاراشترا واقع شده و از قدیمی‌ترین کالجهای مهندسی در آسیاست. این دانشگاه که در ۱۸۸۷ تأسیس شده در ۱۹۹۷ به نام فعلی تغییر کرد. مؤسسه از نظر مالی تحت حمایت دولت ماهاراشترا قرار دارد.